# Казаков Валерій Миколайович
Вале́рій Микола́йович Казако́в (15 січня 1938, Бєлиничі — 5 травня 2019, Донецьк) — Герой України, ректор, завідувач кафедри фізіології Донецького національного медичного університету ім. М. Горького, доктор медичних наук, професор, академік АМНУ, віце-президент Українського фізіологічного товариства, член Партії регіонів.

## Біографія
Народився 15 січня 1938 року в селі Бєлиничі Могильовської області БРСР в сім'ї службовця.
Закінчив у 1961 році лікувальний факультет Вінницького медичного інституту, до 1966 року навчався в аспірантурі того же навчального закладу. У 1966–1970 роках Валерій Казаков працював асистентом, а потім й доцентом кафедри фізіології Вінницького медичного інституту. У 1970–1972 роках він був завідувачем кафедри фізіології Кемеровського медичного інституту. Упродовж 1972–1975 років Валерій Казаков очолював кафедру фізіології Донецького медичного інституту, а наступні десять років — проректор з наукової роботи. З 1985 до 2010 року він працював ректором Донецького національного медичного університету.
Автор та співавтор понад 600 наукових праць.

## Нагороди
- 14 січня 2008 року Президент України Віктор Ющенко підписав указ про присвоєння Валерію Миколайовичу Казакову звання «Герой України» з удостоєнням ордена Держави.
- Заслужений діяч науки і техніки України (1991).
- Лауреат премії ім. О. Богомольця НАН України (1982), премії ім. В. Комісаренка НАН України і АМНУ (2000).
- Орден «Знак Пошани» («1986»), орден «За заслуги» III (січень 1998), II (серпень 2006) ступенів, Почесні грамоти Кабінету Міністрів України (листопад 2000, січень 2003) та Верховної Ради України (2003), Знаки «Шахтарська слава» III (1997), II (2000), I (2001) ступенів.
- Відзнака Президента України — ювілейна медаль «20 років незалежності України» (19 серпня 2011)[1].